# 3C 9
3C 9 és un quàsar situat a la constel·lació dels Peixos.
En el seu temps, va ser el quàsar emissor de ràdio més distant conegut.